# Hoplia coffeae
Hoplia coffeae är en skalbaggsart som beskrevs av Gilbert John Arrow 1925. Hoplia coffeae ingår i släktet Hoplia och familjen Melolonthidae. Inga underarter finns listade i Catalogue of Life.